# دهستان بیارجمند
بیارجمند، دهستانی است به مرکزیت روستای خانخودی از توابع بخش بیارجمند شهرستان شاهرود در استان سمنان ایران. این دهستان تا دی ماه سال ۱۳۱۶ از توابع خراسان و سبزوار بوده است.اکثر مردم آن به زبان فارسی خراسانی با گویش سبزواری صحبت می کنند.

## جمعیت
براساس سرشماری سال ۱۳۸۵ جمعیت آن ۲٬۰۲۳ نفر (۷۳۷ خانوار) بوده‌است.